# Irreversibilidade
Irreversibilidade refere-se à propriedade de um sistema de sofrer alterações que o leve de um estado inicial A para um estado final B, contudo de forma que se torne impossível o regresso ao estado inicial, mesmo cambiadas as causas da transição inicial. Nestes termos, processos que exibam simetria temporal são reversíveis, processos que impliquem assimetria temporal são irreversíveis.
Em termodinâmica, a irreversibilidade encontra-se intimamente ligada à produção e aumento da entropia, sendo uma característica de todos os processos reais. As fontes de irreversibilidade são os fenômenos dissipativos, como o atrito mecânico; o atrito viscoso; o chamado "efeito joule", pelo qual toda corrente elétrica acarreta a transformação de energia elétrica em energia interna; transferência de energia na forma de calor entre corpos a diferentes temperaturas; expansão não resistida; processos de mistura; reações químicas espontâneas; deformações inelásticas; ruptura de corpos; e qualquer processo que implique trocas de energia sem que haja a máxima produção teoricamente possível de trabalho.
A irreversibilidade de processos termodinâmicos pode ser quantificada por meio da geração de entropia associada aos mesmos. Aumento de entropia associa-se em essência à perda de oportunidade para realizar-se trabalho; e a irreversibilidade do processo leva ao que bem se pode chamar de desperdício de energia, energia que em um processo termodinâmico é calculada, em geral, pelo produto da geração de entropia (J/K) pela temperatura de referência (K) (em geral a temperatura do sistema, ou em casos específicos uma temperatura padrão), ou seja, é calculada como a quantidade de energia além da mínima necessária que foi trocada na forma de calor ({\displaystyle Q=T\Delta S}). 
O termo irreversibilidade pode ser melhor compreendido frente à definição de reversibilidade. Na medida da irreversibilidade são utilizados como referência processos idealizados - de irreversibilidade nula - definidos como processos reversíveis.